# Tres Días de Leganés
Los Tres Días de Leganés era una carrera ciclista profesional española ya desaparecida. Se disputaba anualmente en Leganés (comunidad de Madrid).
Constaba de tres etapas. Se disputó desde 1966 hasta 1979 ininterrumpidamente. Durante los diferentes años la prueba tomó los siguientes nombres:
- Trofeo Antonio Blanco (1966)
- GP Leganés (1967-1970)
- Trofeo Antonio Blanco (1971)
- GP Leganés (1972)
- Trofeo Antonio Blanco (1973)
- Vuelta a las dos Castillas (1974)
- GP Leganés (1975)
- Tres días de Leganés (1977-1979)

Los ciclistas con más victorias son Domingo Perurena y Carlos Echeverría, con dos cada uno.

## Palmarés
| Año  | Ganador                 | Segundo                       | Tercero               |
| ---- | ----------------------- | ----------------------------- | --------------------- |
| 1966 | Carlos Echeverría       | Jaime Alomar                  | Jorge Mariné          |
| 1967 | José Luis Uribezubia    | Jorge Mariné                  | Juan Franciso Granell |
| 1968 | Carlos Echeverría       | José Antonio Momeñe           | Jaime Alomar          |
| 1969 | Juan Silloniz           | José Manuel López             | Mariano Díaz Díaz     |
| 1970 | Jesús Manzaneque        | Joaquim Galera                | Gabino Erenozega      |
| 1971 | Antonio Martos          | Joaquim Galera                | José Manuel López     |
| 1972 | Domingo Perurena        | José Manuel López             | José Moreno           |
| 1973 | Vicente López Carril    | Gonzalo Aja                   | Domingo Perurena      |
| 1974 | Juan Manuel Santisteban | Antonio Vallori               | Eufronio Sahagún      |
| 1975 | Agustín Tamames         | Eddy Peelman                  | Miguel Aguilera       |
| 1976 | Domingo Perurena        | José Antonio González Linares | Javier Elorriaga      |
| 1977 | Javier Elorriaga        | Julián Andiano                | Eulalio García        |
| 1978 | Jesús Suárez Cuevas     | Eulalio García                | Javier Elorriaga      |
| 1979 | José Luis Viejo         | Juan Fernández                | Ángel López del Álamo |

## Palmarés por países
| País   | Victorias |
| ------ | --------- |
| España | 14        |